# 达沃尔扬卡·保诺维奇·兹登卡
达沃尔扬卡·保诺维奇·兹登卡（1921年1月19日—1946年5月1日），出生于塞尔维亚人、克罗地亚人和斯洛文尼亚人王国库切沃，是南斯拉夫人民解放军和游击队的一名成员，也是约瑟普·布罗兹·铁托的非正式伴侣。

## 生平
1936年，她上中学时，加入青年革命运动，成为南斯拉夫共产主义青年联盟的成员。1938年，加入南斯拉夫共产党。1939年，成为南斯拉夫共产党波扎雷瓦茨区委员会委员。1940年6月，她成为南斯拉夫共产主义青年联盟波扎雷瓦茨区委员会委员，同时也是贝尔格莱德大学哲学系党支部局成员，当时她正在那里学习法语。
1941年，在第二次世界大战爆发前夕，她成为南共中央政治局的特别信使。纳粹德国占领南斯拉夫后，她于1941年5月陪同约瑟普·布罗兹·铁托从萨格勒布前往贝尔格莱德；同年9月，又随他前往解放领土。战争时期，她长期陪伴铁托，担任其私人秘书。
二战期间，她患上肺结核。1944年夏，前往苏联治疗。回国后，她与铁托共同生活在位于乌日茨卡街15号官邸和白宫，继续担任他的私人秘书。1946年初，她病情复发，随后在斯洛文尼亚克拉尼附近的戈尔尼克疗养院治疗，并在那里去世。按照她本人的遗愿，她被安葬在靠近白宫的德迪涅王室庄园。
她被认为是约瑟普·布罗兹·铁托一生中最重要的爱人之一，两人曾共同生活整整五年，但没有正式结婚。